# Ryōga Sekihara
Ryōga Sekihara (japanisch 関原 凌河 Sekihara Ryōga; * 20. Juni 1991 in der Präfektur Miyazaki) ist ein ehemaliger japanischer Fußballspieler.

## Karriere
Sekihara erlernte das Fußballspielen in der Jugendmannschaft von Yokohama F. Marinos. Seinen ersten Vertrag unterschrieb er 2010 bei Kataller Toyama. Der Verein spielte in der zweithöchsten Liga des Landes, der J2 League. Für den Verein absolvierte er 36 Ligaspiele. 2013 wechselte er zum Drittligisten Kamatamare Sanuki. 2013 wurde er mit dem Verein Vizemeister der Japan Football League und stieg in die J2 League auf. Für den Verein absolvierte er 40 Ligaspiele. Ende 2015 beendete er seine Karriere als Fußballspieler.